# 松重充浩
松重 充浩（1960年—）是一名日本歷史學家。出身於山口縣岩国市，現任日本大学文理学部教授。専門研究東洋史（19世紀末～20世紀東北、北、中央、東亞史），特別是国民革命期的中国近現代史。

## 經歷
- 1985年　畢業於早稲田大学第一文学部東洋史学科。
- 1991年　廣島大學大学院文学研究科東洋史学博士後期課程を単位取得満期退学。

（取得廣島大學大學院修士号（文学）以後，進入外務省，擔任外務省外交史料館『日本外交文書』編纂擔當官。從外務省退職以後，擔任縣立廣島女子大學國際文化学科助理教授）。
- 2004年 就任日本大学文理学部史学科教授，專門教授東洋史。

## 共著書
- 貴志俊彦・松重充浩・松村史紀編『二〇世紀満洲歴史事典』吉川弘文館、2012年12月、総840頁

## 外部連結
- 松重充浩紹介ページ （页面存档备份，存于） - 日本大学文理学部史学科公式ページより